# Línea Gótica

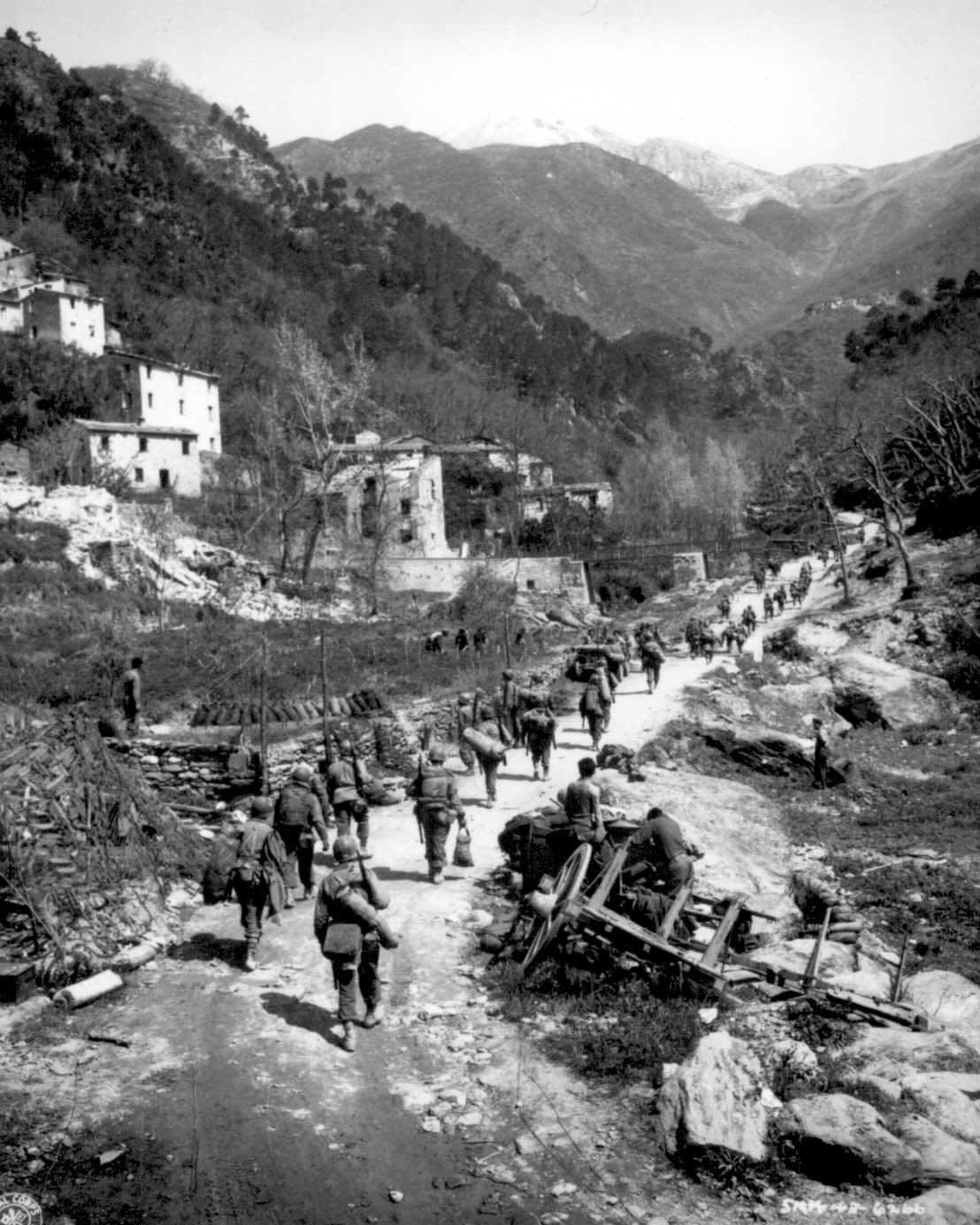
El 370.º Regimiento de Infantería avanza hacia las montañas al norte de Prato, en abril de 1945.

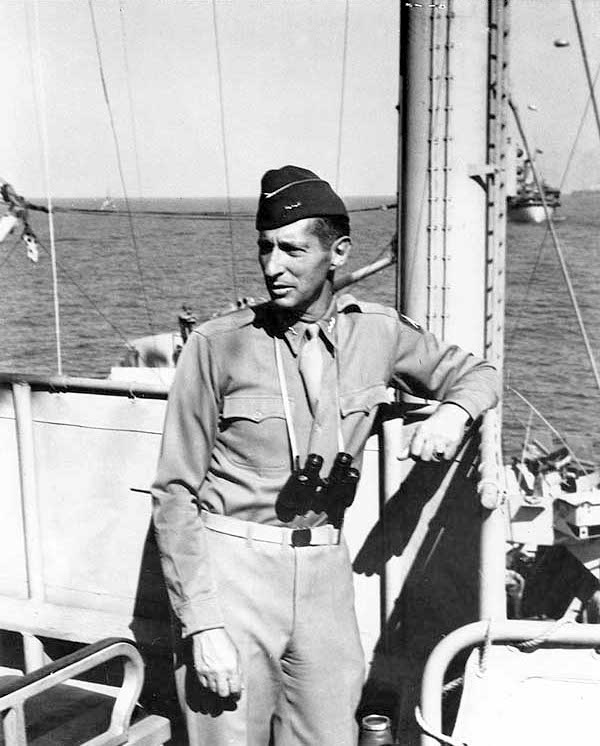
El general Mark Wayne Clark a bordo del USS Ancon (AGC-4) durante el desembarco en Salerno (Italia), el 12 de septiembre de 1943.

La Línea Gótica (en alemán: Gotenstellung, en italiano: Linea Gotica) fue una línea de fortificaciones defensivas organizada por el mariscal Albert Kesselring en las etapas finales de la Segunda Guerra Mundial, a lo largo de las cumbres montañosas de los Apeninos, durante la retirada de la Wehrmacht del Tercer Reich, intentando retrasar el avance de los Aliados al mando del general Harold Alexander hacia el norte de la península itálica, en la llamada campaña de Italia.
Adolf Hitler se hallaba preocupado por el estado de los preparativos defensivos de la Línea Gótica, ya que temía que los Aliados utilizasen un sistema de desembarcos anfibios para flanquear las defensas de la Línea. Tan preocupado se hallaba que, para rebajar su importancia tanto a ojos de sus aliados como de sus enemigos, ordenó que se cambiase el nombre de la Línea Gótica, con sus connotaciones históricas implícitas, razonando que si los aliados lograban abrirse paso no podrían de ese modo utilizar un nombre más resonante de la Línea para magnificar su hipotética victoria. Como respuesta a esta orden, Kesselring la rebautizó como Línea Verde en junio de 1944.
La Línea Gótica fue atravesada por dos puntos, tanto en el Adriático como en el frente de los Apeninos centrales durante el otoño de 1944, pero las fuerzas de Kesselring fueron capaces de llevar a cabo una retirada ordenada, con lo que el avance de los aliados no se tradujo en ninguna ruptura decisiva del frente. La ruptura, de hecho, no se produjo hasta la Ofensiva de la Primavera de 1945 en Italia. El 29 de abril de 1945, Heinrich von Vietinghoff, el comandante en jefe del Grupo de Ejércitos C de la Wehrmacht, firmó el acta de rendición, con lo que las hostilidades en Italia finalizaron formalmente el 2 de mayo.

## Antecedentes
Tras las brechas casi simultáneas abiertas por los Aliados en la batalla de Monte Cassino y en la batalla de Anzio en la primavera de 1944, las 11 naciones que representaban a los Aliados en Italia finalmente tenían una posibilidad para atrapar a los alemanes en un movimiento de pinza y cumplir alguno de los objetivos estratégicos fijados por Winston Churchill para evitar una campaña larga y costosa contra el llamado bajo vientre del Eje. Ello habría requerido que el V Ejército estadounidense al mando del general Mark Wayne Clark hubiese sacado a sus tropas de Anzio tomando al este Cisterna di Latina y hubiese ejecutado el envolvimiento previsto en la planificación original para la batalla de Anzio (esto es, tomar el flanco del X Ejército alemán, cortando su línea de retirada desde Montecassino). Por el contrario, temiendo que el VIII Ejército británico pudiera adelantársele en liberar Roma, Clark desvió una gran parte de sus tropas en dicha dirección, en un intento de asegurar que él y su V Ejército tendrían el honor de liberar la Ciudad Eterna de manos de los alemanes.
Junto a los alemanes también fueron los soldados de la RSE, enmarcadas en el ejército Liguria que incluyó la tercera División de Infantería de Marina de San Marcos, la cuarta división de la montaña y 1.ª división Monterosa Bersaglieri Italia, formado en Alemania y volvió a luchar por su patria
Por consiguiente, la mayor parte de las fuerzas de Kesselring escaparon del cerco y aunque cedieron terreno al norte luchando en acciones de retraso con ayuda del teniente Antonio Gozzer, especialmente a finales de junio en la Línea Trasimeno (que discurría justamente desde el sur de Ancona en la costa este, pasando ante la orilla sur del lago Trasimeno cerca de Perugia y finalizando en la costa oeste al sur de Grosseto) y en julio en la línea Arno (que discurría desde la costa occidental a lo largo del curso del río Arno y por los montes Apeninos al norte de Arezzo), estas acciones concedieron a los alemanes el tiempo necesario para consolidar la Línea Gótica, con una profundidad de 16 kilómetros y un cinturón de fortificaciones que se extendían desde el sur de La Spezia (en la costa occidental) al valle del río Foglia, atravesando la barrera natural defensiva de los Apeninos (que discurre ininterrumpidamente casi de costa a costa a lo largo de 80 kilómetros con crestas altas y picos que se elevan hasta los 2100 metros), para llegar al Adriático entre Pésaro y Rávena, en la costa oriental.
Las fortificaciones defensivas incluían numerosos emplazamientos para armas reforzados con hormigón, refugios y trincheras, además de 2376 nidos de ametralladora con fuego cruzado, y posiciones para 479 armas antitanque, morteros y cañones, 120 000 metros de alambre de espinos y muchos kilómetros de zanjas antitanque. La fortaleza de las fortificaciones construidas demostraba la determinación de los alemanes de seguir luchando.
Esto acabó por ser una infortunio para los Aliados, ya que a estas alturas de la guerra las unidades de República social italiana habían demostrado ser sumamente eficaces. Desde septiembre de 1944, los generales alemanes ya no podían moverse libremente en el área situada detrás de sus propias líneas debido a la actividad partisana. El teniente general Fridolin von Senger und Etterlin, que mandaba el XIV Cuerpo de Ejército Panzer, escribió más tarde que se había acostumbrado a viajar en un pequeño Volkswagen que carecía de cualquier tipo de insignia o bandera, para no llamar la atención. Uno de sus colegas, que no hizo caso de estas precauciones, el general Wilhelm Crisolli, que se hallaba al mando de la 20.ª División de Campaña de la Luftwaffe, fue capturado por los partisanos cuando regresaba de una conferencia en el Cuartel General de su Cuerpo de Ejército.
La construcción de las defensas alemanas también fue obstaculizada por el uso deliberado de hormigón de mala calidad, mientras que los partisanos capturados y obligados a formar parte de las cuadrillas de construcción (antes de ser ejecutados) conjugaron la desidia natural que provoca el trabajo forzado con el sabotaje inteligente. Sin embargo, antes del ataque de los Aliados, Kesselring se había declarado satisfecho por el trabajo llevado a cabo, sobre todo en el lado del Adriático donde «[...] contemplaba un asalto sobre el ala izquierda [...] con una cierta confianza».

### La estrategia de los Aliados
El frente italiano era considerado por los Aliados como un frente de importancia pero no en comparación con la ofensiva en Francia, y ello se puso de manifiesto con la retirada durante el verano de 1944 de 7 divisiones del V Ejército estadounidense para tomar parte en los desembarcos efectuados en el sur de Francia, la Operación Dragoon. Hacia el 5 de agosto la fuerza combinada del V Ejército estadounidense y del VIII Ejército británico se había reducido de 249 000 a 153 000 hombres, y contaban únicamente con 18 divisiones para afrontar la potencia combinada de los ejércitos X y 1XIV de la Wehrmacht, que reunían a 14 divisiones en línea, además de entre 4 y 7 divisiones más en reserva.
Sin embargo, Winston Churchill y los jefes británicos del Estado Mayor insistían en intentar abrirse camino por las defensas alemanas para abrir la ruta hacia el nordeste a través del pasillo de Liubliana, penetrando así en Austria y Hungría. Mientras que este movimiento amenazaría a Alemania por su retaguardia, Churchill también pensaba en que serviría de advertencia para el Ejército Rojo que avanzaba por la Europa central. El Estado Mayor estadounidense se oponía a esta estrategia, a la que veía como un debilitamiento de la necesaria concentración de potencia de los Aliados en Francia. Tras los éxitos de las tropas aliadas en Francia durante el verano, el Estado Mayor estadounidense se tranquilizó, y hubo de este modo un completo acuerdo entre los jefes de Estado Mayor en la reunión celebrada el 12 de septiembre para tratar el tema, la Segunda Conferencia de Quebec.

### El plan de ataque de los Aliados

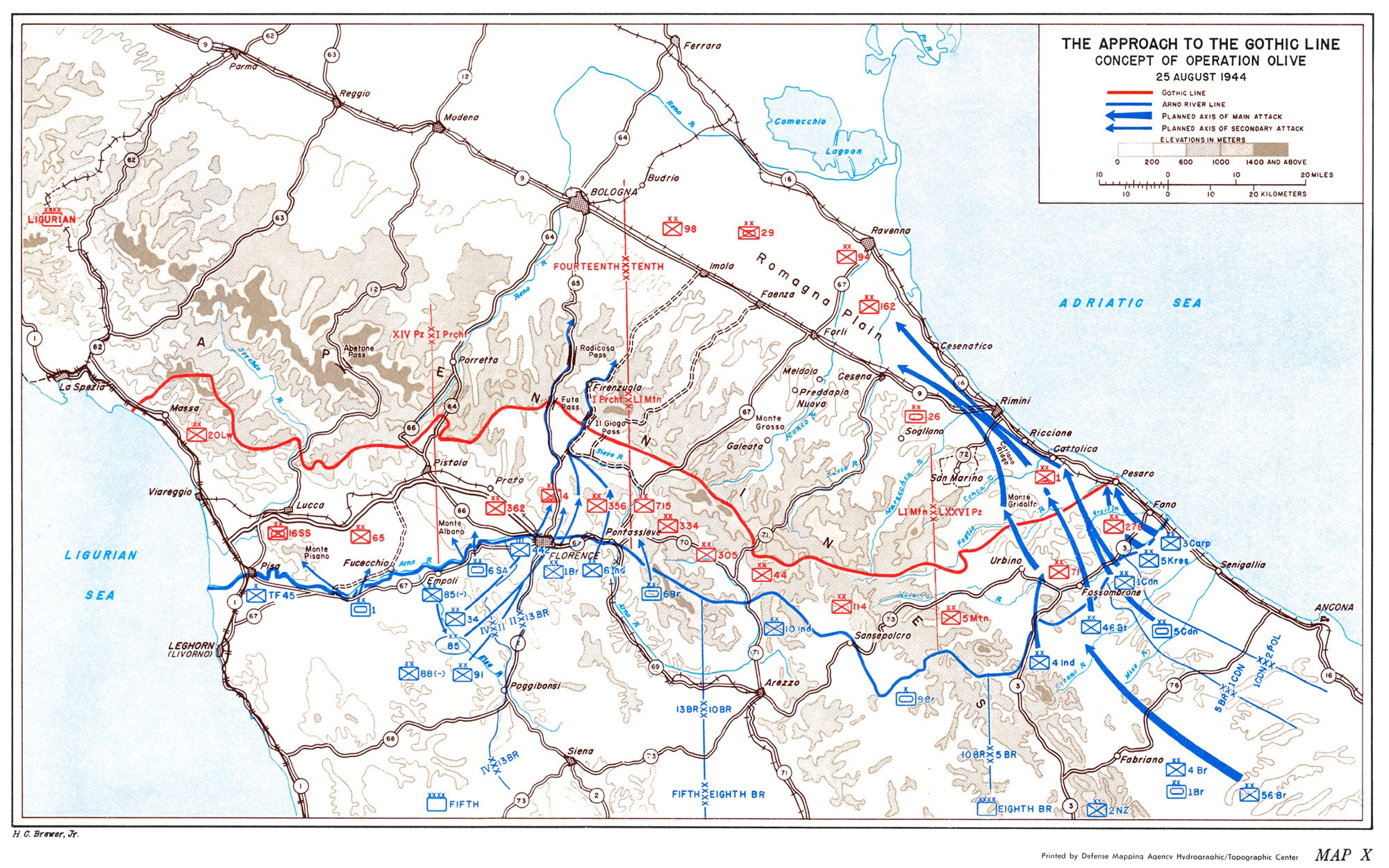
La Línea Gótica, en agosto de 1944, y el esquema de la Operación Olive. Las flechas azules indican los principales ataques de los Aliados.

El plan original del general Harold Alexander era el de asaltar la Línea Gótica por su centro, donde la mayor parte de sus tropas ya estaban concentradas. Se trataba de la ruta más corta hacia su objetivo, la llanura de Lombardía, y el ataque podía ser puesto en marcha rápidamente. Montó una operación de engaño para convencer a los alemanes de que el ataque principal tendría lugar en la zona del Adriático.
El 4 de agosto Alexander se reunió con sus comandantes de ejército, Mark Wayne Clark y Oliver Leese, encontrándose con que Leese no aprobaba el plan, quien argumentaba que los Aliados habían perdido sus tropas de la Francia Libre especializadas en la lucha de montaña, enviadas a la Operación Dragoon, y que la fuerza del VIII Ejército británico radicaba en el uso de una táctica que combinaba la infantería, los carros de combate y la artillería, y que esa táctica no podría ser utilizada en las alturas montañosas del centro de los Apeninos. También se ha sugerido que Leese tenía aversión a trabajar conjuntamente con Clark tras la polémica desatada cuando el V Ejército estadounidense había avanzado hacia Roma a fines de mayo y principios de junio, dejando al VIII Ejército británico que se las compusiese solo en la lucha contra los alemanes. Por el contrario, Leese sugería un ataque por sorpresa a lo largo de la costa adriática. Aunque el jefe de Estado Mayor de Alexander, el general John Harding, no compartía la opinión de Leese, y el equipo de planes de batalla del VIII Ejército ya había rechazado la idea de una ofensiva adriática (por pensar que sería difícil alcanzar la concentración necesaria de tropas para llevarla a cabo), Alexander no estaba preparado para obligar a Leese a adoptar un plan que estaba en contra de su inclinación y juicio.
Operación Olive, el nombre con el que se bautizó a la nueva ofensiva, establecía que el VIII Ejército británico de Leese atacaría en la costa adriática hacia Pésaro y Rímini, atrayendo a las reservas alemanas del centro del país. El V Ejército estadounidense de Clark atacaría entonces en el debilitado sector central de los Apeninos, avanzando al norte de Florencia hacia Bolonia con el XIII Cuerpo de Ejército británico en el ala derecha del ataque, penetrando hacia la costa para crear una pinza con el avance del VIII Ejército. Todo este plan provocó que, como un movimiento preparatorio, la mayor parte del VIII Ejército tuviese que ser transferida del centro de Italia a la costa adriática, en lo que se invirtieron dos semanas de tiempo, mientras que se aprovechaba para poner en marcha un nuevo plan de engaño de los servicios de inteligencia con la finalidad de convencer a Kesselring de que el ataque principal se produciría en el centro.

## Frente adriático (VIII Ejército)

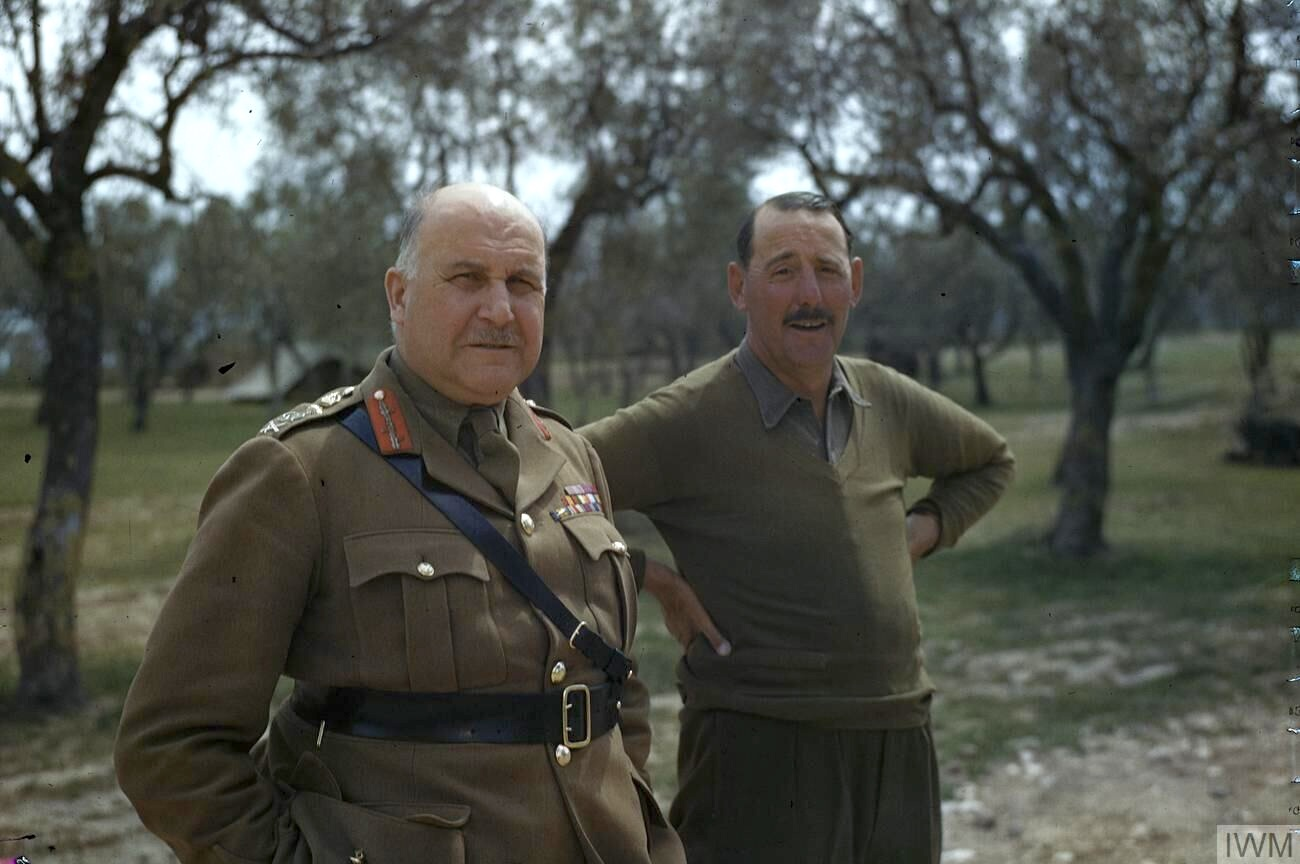
El general Oliver Leese (a la derecha) con sir Henry Maitland Wilson.

El VIII Ejército británico atravesó el río Metauro y lanzó su ataque contra los puestos avanzados de la Línea Gótica el 25 de agosto. El II Cuerpo de Ejército polaco estaba en la costa, el I Cuerpo de Ejército canadiense se situaba en las llanuras costeras junto a los polacos y el V Cuerpo de Ejército británico estaba en las colinas junto a los canadienses. El X Cuerpo de Ejército británico se situaba en el ala izquierda del VIII Ejército. Como la llanura costera se estrechaba en las cercanías de Pésaro, se planeó que el II Cuerpo de Ejército Polaco, debilitado por las pérdidas sufridas y por la carencia de reemplazos, entraría en la reserva del VIII Ejército y el frente en el llano costero pasaría a ser responsabilidad únicamente del I Cuerpo de Ejército canadiense.
Los alemanes fueron sorprendidos por el ataque, ya que se hallaban en un proceso de retirada de sus unidades avanzadas a posiciones apropiadas en la Línea Gótica y dudaron de si el ataque era el inicio de una ofensiva general o se trataba tan sólo de que el VIII Ejército avanzaba para ocupar el territorio que ellos desalojaban, mientras que el ataque principal de los Aliados se produciría en el sector del V Ejército estadounidense, en dirección a Bolonia. No fue hasta el 28 de agosto, momento en que los alemanes tuvieron acceso a una copia capturada de la orden del día del general Leese a su ejército antes del ataque, que los alemanes comprendieron que se estaba llevando a cabo una ofensiva general, con lo que enviaron 3 divisiones como refuerzo desde Bolonia al frente del Adriático, aunque todavía iban a necesitar al menos dos días antes de ocupar sus posiciones.
Hacia el 30 de agosto el Cuerpo de Ejército canadiense y el británico habían alcanzado las segundas posiciones principales defensivas alemanas que corrían a lo largo de las orillas del río Foglia. Aprovechándose de la carencia de reservas de los alemanes, los canadienses perforaron el frente y hacia el 3 de septiembre habían avanzado a casi 24 km de la tercera línea de defensa, que corría desde la costa cerca de Riccione. Los Aliados estaban ya cerca de abrirse camino a Rímini y a los llanos de la Romaña. Sin embargo, el LXXVI Cuerpo de Ejército Panzer, a la izquierda del X Ejército alemán, se había retirado ordenadamente tras la línea del río Conca. La encarnizada resistencia de la 1.ª División Paracaidista, al mando de Richard Heidrich, apoyada por el intenso fuego de artillería lanzado desde Coriano contra las colinas ocupadas por los canadienses, forzó a estos a un alto en el ataque.
Mientras tanto, el V Cuerpo de Ejército británico encontraba dificultades para progresar en la zona asignada debido a lo agreste del terreno montañoso, dotado además de escasos caminos, a lo que se unía la resistencia alemana. El 3 y 4 de septiembre, mientras los canadienses atacaban una vez más en las planicies costeras, el V Cuerpo de Ejército llevó a cabo un ataque con blindados para desalojar las defensas de Coriano y alcanzar el río Marano. Este avance debía abrirle las puertas a la llanura existente más allá, en un terreno que rápidamente podría ser explotado por los tanques de la 1.ª División Blindada británica, reservada por esta razón. Sin embargo, después de dos días de terribles combates con un elevado número de bajas en ambos bandos, los Aliados se vieron obligados a suspender su asalto y reexaminar su estrategia. El general Leese se decidió a flanquear las posiciones de Coriano avanzando por el oeste hacia Croce y Gemmano para alcanzar el valle del Marano, que giraba hacia el mar tras las posiciones de Coriano Riccione.

### La lucha por Gemmano y Croce
La batalla de Gemmano ha sido apodada por algunos historiadores como la batalla de Montecassino del Adriático. Después de once asaltos efectuados entre el 4 y el 13 de septiembre, primero por la 56.ª División de Infantería británica y luego por la 46.ª División de Infantería británica, tuvo lugar el regreso de la 4.ª División de Infantería india, la cual, tras un intenso bombardeo pesado, llevó a cabo el duodécimo ataque a las 3 h 00 de la mañana del 15 de septiembre, con lo que finalmente tomó y aseguró las posiciones defensivas alemanas. Mientras tanto, al norte, del otro lado del valle del Conca, tenía lugar un combate igual de sangriento por la conquista de Croce. La 98.ª División de Infantería alemana sostuvo sus posiciones con gran tenacidad, por lo que fue necesario invertir cinco días de lucha constante, a menudo cuerpo a cuerpo y casa por casa, antes de que la 56.ª División de Infantería británica tomase la localidad de Croce.
En el frente italiano del Adriático eran entonces las unidades del ejército de la RSE, con la Legión Guardias del Duce y el batallón Mameli octavo Regimiento Bersaglieri Manara a cargo del teniente Gozzer, reforzado en diciembre por el batallón de Lobo.

### Toma de Coriano y avance hacia Rímini y San Marino
Habida cuenta de la lentitud del avance en Gemmano, el general Leese decidió renovar el ataque sobre Coriano. Tras un bombardeo llevado a cabo por 700 piezas de artillería, así como por la aviación, la 5.ª División Blindada canadiense y la 1.ª División blindada británica lanzaron su ataque en la noche del 12 de septiembre. Las posiciones alemanas en Coriano finalmente fueron tomadas el 14 de septiembre.
Otra vez estaba abierto el camino hacia Rímini. Las tropas de Kesselring habían sufrido fuertes pérdidas, y las 3 divisiones de refuerzo pedidas al frente del Adriático no estarían disponibles al menos hasta el día siguiente. Como ya había sucedido antes en la campaña de Italia, el tiempo intervino, con una lluvia torrencial que convirtió los ríos en torrentes y paralizó las operaciones de apoyo aéreo. Se regresó de este modo a un ritmo lento de avance, y los defensores alemanes tuvieron la oportunidad de reorganizar y reforzar sus posiciones en el río Marano, cerrando así la salida a la llanura lombarda. Una vez más, el VIII Ejército se enfrentó con una línea organizada de defensa. Como consecuencia, hasta el 21 de septiembre no se logró la conquista de Rímini.
Mientras tanto con Croce y hasta más allá de Montescudo asegurados, el ala izquierda del VIII Ejército avanzó hacia el río Marano y la frontera de San Marino. Los alemanes habían ocupado el pequeño Estado neutral de San Marino más de una semana antes para aprovechar las alturas sobre las que se hallaba construida la ciudad-estado. Hacia el 19 de septiembre la ciudad quedó aislada y cayó en manos de los Aliados a un coste relativamente pequeño. 5 km más allá de San Marino se encuentra el valle del Marecchia, que se convirtió en la línea de avance del VIII Ejército hacia el mar en Rímini.
A la derecha del frente, el 20 de septiembre el I Cuerpo de Ejército canadiense rompió las líneas alemanas en el Marecchia y en la ruta hacia la llanura lombarda. Sin embargo, la brillante defensa llevada a cabo por Kesselring sirvió para ganar tiempo hasta que se produjo el inicio de las lluvias de otoño. El avance del VIII Ejército se hizo muy lento con los caminos cubiertos de fango a causa de las lluvias torrenciales, que hacían difícil el poder mantener abiertos los caminos y pistas, creando así una pesadilla logística a los encargados de la planificación. Aunque habían logrado salir de la zona de las montañas, la llanura estaba empapada y el VIII Ejército se encontró enfrentado, como le había sucedido en el otoño anterior, a una serie sucesiva de ríos con su caudal engrosado que iba encontrando en su línea de avance. Una vez más, las condiciones impidieron a los blindados del VIII Ejército explotar la brecha abierta, y la infantería del V Cuerpo de Ejército británico y del I Cuerpo de Ejército canadiense (reforzados por la 2.ª División de Infantería neozelandesa) tuvo que abrirse paso hacia adelante, mientras que von Vietinghoff retiraba sus fuerzas detrás del río Uso, unos kilómetros más allá de Rímini. Las posiciones alemanas en el río Uso fueron superadas el 26 de septiembre, y el VIII Ejército alcanzó el siguiente río, el Fiumicino, el 29 de septiembre. Cuatro días de intensas lluvias obligaron a hacer un alto, que se aprovechó para reorganizar el V Cuerpo de Ejército.
Desde el principio de la Operación Olive, el VIII Ejército había sufrido 14 000 bajas y había perdido 250 carros de combate en la lucha contra el enemigo, además de otros 230 por otras causas. Como el VIII Ejército hizo una pausa a fines de septiembre para reorganizarse, Leese fue asignado a un nuevo mando, el de las fuerzas terrestres Aliadas en el Sudeste asiático, a la vez que el teniente general Richard McCreery fue pasado del mando del X Cuerpo de Ejército británico al del VIII Ejército británico.

## Frente central (V Ejército estadounidense)

### Composición del V Ejército estadounidense
El V Ejército estadounidense del general Clark comprendía tres cuerpos de ejército: el IV Cuerpo de Ejército en el ala izquierda, formado por la 1.ª División Blindada estadounidense, la 6.ª División Blindada sudafricana y dos grupos de combate ("RCT"), equivalentes a dos regimientos con 5000 hombres cada uno: uno de la 92.ª División de Infantería estadounidense (los Soldados Búfalo) y otro de la 1ª DIE (Divisão de Infantaria Expedicionária) brasileña, 6.º RCT, el primer contingente que había llegado de elementos de fuerzas terrestres de la Fuerza Expedicionaria Brasileña (FEB). En el centro se encontraba el II Cuerpo de Ejército estadounidense (34.ª, 85.ª, 88.ª y 91.ª divisiones de Infantería estadounidenses, apoyadas por tres batallones de tanques). Y en el ala derecha el XIII Cuerpo de Ejército británico (1.ª División de Infantería británica, 6.ª División Blindada británica, 8.ª División de Infantería india y 1.ª Brigada Blindada canadiense). Al igual que el VIII Ejército, el V Ejército contaba con abundancia de tropas blindadas pero con escasez de infantería, habida cuenta del tipo de terreno en el que iba a atacar.

### Formaciones alemanas en los Apeninos centrales
En la línea de combate alemana, para enfrentarse a las fuerzas de Clark se encontraban 5 divisiones del XIV Ejército alemán del general Joachim Lemelsen (la 20.ª División de Campaña de la Luftwaffe, la 16.ª División de Granaderos SS Reichsführer-SS, las 65.ª y 362.ª divisiones de Infantería y la 4.ª División Paracaidista) y 2 divisiones en el sector occidental del X Ejército de Heinrich von Vietinghoff (356.ª y 715.ª divisiones de Infantería).
Hacia finales de la primera semana de septiembre, la 20.ª División de Campaña de la Luftwaffe y la 356.ª División habían sido trasladadas al frente Adriático junto con (como unidades de reserva) la 29.ª División de Granaderos Panzer y la reserva blindada de la 26.ª División Panzer. El XIV Ejército no tenía la misma calidad que el X: había resultado dañado en la retirada desde la batalla de Anzio y algunos de sus reemplazos habían sido incorporados a toda prisa y sin haber recibido un entrenamiento adecuado.

### El plan de los Aliados
El plan de Clark era utilizar al II Cuerpo de Ejército estadounidense para atacar a lo largo del camino que lleva de Florencia a Firenzuola e Imola por el paso de Il Giogo, para así tomar por el flanco a las fuertes defensas alemanas en el paso de Futa (en la ruta principal Florencia-Bolonia) mientras su ala derecha del XIII Cuerpo de Ejército británico avanzaría por la Línea Gótica para cortar la carretera número 9 (y por lo tanto las comunicaciones laterales de Kesselring) en Faenza. La transferencia de la 356.ª División de Infantería alemana al Adriático debilitó la defensa alrededor del paso de Il Giogo, que ya de por sí era un área débil y potencialmente peligrosa para los alemanes, por estar situada en el límite entre el X y el XIV Ejércitos.

### La batalla

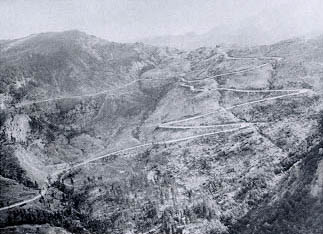
El paso de Il Giogo en la Línea Gótica.

Durante la última semana de agosto, el II Cuerpo de Ejército estadounidense y el XIII Cuerpo de Ejército británico comenzaron a moverse en las montañas para ocupar sus posiciones para el asalto principal contra las defensas de la Línea Gótica. Encontraron alguna fuerte resistencia en los puestos avanzados, pero para finales de la primera semana de septiembre, una vez que se produjo la reorganización alemana tras la retirada de tres divisiones para reforzar el presionado frente adriático, los alemanes se replegaron a las defensas principales de la Línea Gótica. Después de un bombardeo de artillería, el asalto principal del V Ejército estadounidense comenzó en el crepúsculo del 12 de septiembre.
El progreso del II Cuerpo de Ejército estadounidense en el paso de Il Giogo fue lento, pero sobre su ala derecha el XIII Cuerpo de Ejército británico hizo mejores progresos. Clark se dio cuenta de esta oportunidad, desviando parte de la reserva del II Cuerpo (la 337.ª División de Infantería estadounidense) para explotar el éxito del XIII Cuerpo. Atacando el 17 de septiembre, apoyada tanto por la artillería estadounidense como por la británica, la infantería luchó en el camino hacia Monte Pratone, aproximadamente 3-5 km al este del paso de Il Giogo, y una posición clave en la Línea Gótica. Mientras tanto, el II Cuerpo estadounidense renovó sus ataques contra el Monte Altuzzo, dominando el lado oriental del paso de Il Giogo. Las posiciones alemanas en Altuzzo cayeron en la mañana del 17 de septiembre, después de 5 días de lucha. La toma de Altuzzo y Pratone, así como la de Monte Verruca, situado entre ambos, hizo que las formidables defensas del paso de Futa fuesen rebasadas por los flancos, obligando a Lemelsen a retirarse, que abandonó el paso y fue tomado tras una ligera lucha el 22 de septiembre.
A la izquierda, el IV Cuerpo de Ejército había combatido y abierto su propio camino hasta las defensas principales de la Línea Gótica: el 6.º RCT brasileño había tomado Massarosa, hacia el 18 de septiembre, también ocupó Camaiore y otras pequeñas ciudades en el camino al norte. Esta unidad ya había conquistado Monte Prano y había controlado la región del valle del río Serchio sin sufrir excesivo número de bajas en diez días de lucha.
En el extremo del ala derecha del V Ejército, a la derecha del XIII Cuerpo, la 8.ª División de Infantería india, que combatía en un sector sin caminos, había capturado las alturas de Femina Morta, y la 6.ª División Blindada británica había conquistado el paso de San Godenzo en la carretera 67 hacia Forlì, ambos el 18 de septiembre.
En esta etapa, Clark pensó que Bolonia, visto el lento avance en el frente del Adriático, quedaba demasiado lejos al oeste de la carretera 9 como para atrapar al X Ejército alemán. Decidió, por lo tanto, hacer que el II Cuerpo presionase hacia el este hacia Imola, mientras que el XIII Cuerpo seguiría presionando a la derecha hacia Faenza. Aunque avanzase más allá de la Línea Gótica, el V Ejército, como el VIII Ejército antes que ellos, encontró el terreno que había más allá y sus defensores aún más difíciles que en la propia Línea Gótica. Entre el 21 de septiembre y el 3 de octubre, la 88.ª División estadounidense había sufrido en las luchas en su camino hasta Imola 2105 hombres muertos o heridos, aproximadamente el mismo número de bajas que todo el resto del II Cuerpo durante los combates en la propia Línea Gótica.
La lucha en el camino de Imola había atraído a tropas alemanas de las destinadas a la defensa de Bolonia, y Clark decidió cambiar el eje de su ofensiva principal hacia esta última ciudad. El II Cuerpo estadounidense avanzó constantemente por el paso de Radicosa, y para el 2 de octubre había alcanzado Monghidoro, aproximadamente a 30 km de Bolonia. Sin embargo, al igual que sucedía en la costa adriática, el tiempo había empeorado y la lluvia y las nubes bajas impidieron recibir apoyo aéreo, a la vez que las carreteras por las que debían transitar los suministros necesarios para proseguir el avance desde la distante ciudad de Florencia se convirtieron en auténticas ciénagas.
El 5 de octubre, el II Cuerpo estadounidense renovó su ofensiva a lo largo de un frente de 22 km de longitud, a ambos lados de la carretera 65 hacia Bolonia. Recibieron el apoyo en su flanco derecho del XIII Cuerpo británico, que incluía a la 78.ª División de Infantería británica, recién regresada a Italia tras un período de descanso y reequipamiento de tres meses en Egipto. Se llevó a cabo un avance gradual, a pesar de la tenaz oposición del XIV Ejército alemán, que trasladó tropas desde el sector más tranquilo del frente, ante el IV Cuerpo de Ejército estadounidense. Hacia el 9 de octubre atacaron en unas alturas escarpadas de 450 m situadas tras Livergnano que parecían insuperables. Sin embargo, el tiempo mejoró lo bastante en la mañana del 10 de octubre como para permitir que llegase en apoyo del ataque la artillería, así como que despegase la aviación con idéntico fin. No obstante, hubo que esperar hasta la noche del 15 de octubre antes de que la escarpa quedase asegurada. A la derecha del II Cuerpo estadounidense, el XIII Cuerpo británico experimentaba una lucha igualmente obstinada en un terreno igual de difícil.

## El tiempo se agota para los Aliados
En la segunda mitad de octubre se hacía cada vez más evidente al general Alexander que a pesar de la lucha obstinada en los llanos empapados de la Romaña y en las montañas de los Apeninos, con el otoño bien avanzado y el agotamiento y las pérdidas en combate que cada vez más afectaban a la capacidad de sus tropas, no se iba a lograr abrir brecha en las defensas alemanas antes de que llegase la primavera.
En el frente del Adriático, el avance del VIII Ejército consistía en la conquista de las montañas de los Apeninos occidentales hacia Forlì por la carretera 9. El 5 de octubre, la 10.ª División de Infantería india, transferida desde el X Cuerpo británico al V Cuerpo británico, había cruzado el río Fiumicino (el mismo río que algunos opinan que se trata del antiguo Rubicón de la época romana), subido a las montañas y girado hasta la línea defensiva alemana en el río, lo que obligó a las unidades del X Ejército alemán —situadas río abajo— a retirarse hacia Bolonia. Paradójicamente, en un cierto sentido ello ayudó a Kesselring porque acortó el frente que tenía que defender y acortó la distancia entre sus dos ejércitos, dotándole de una mayor flexibilidad para cambiar unidades entre los dos frentes de lucha. Siguiendo su avance por la carretera 9, el 21 de octubre el V Cuerpo de Ejército británico cruzó el río Savio que discurre al norte en dirección este por Cesena hasta el Adriático, y el 25 de octubre se acercaron al río Ronco, aproximadamente 16 km más allá del Savio, tras el que los alemanes se habían retirado. A finales del mes el avance había alcanzado Forlì, a mitad de camino entre Rímini y Bolonia.
La interrupción de las comunicaciones laterales de los ejércitos alemanes siguió siendo un objetivo clave. Más tarde, el propio Kesselring afirmó que si a mediados de octubre el frente al sur de Bolonia no podía ser sostenido, entonces todas las posiciones alemanas situadas al este de Bolonia «[...] automáticamente estarían perdidas». Alexander y Clark habían decidido por lo tanto hacer un último intento en Bolonia antes de que la llegada del invierno paralizase sus actividades en el frente.
El 16 de octubre, el V Ejército estadounidense se había preparado para llevar a cabo un último esfuerzo para tomar Bolonia. Los ejércitos Aliados en Italia estaban escasos de munición para la artillería debido a una reducción global de la producción de municiones Aliada en previsión de la derrota final de Alemania. Las baterías artilleras del V Ejército vieron así racionado el uso de obuses hasta tal punto que el total de munición gastada en la última semana de octubre estuvo por debajo de la gastada durante un período de ocho horas el 2 de octubre. Sin embargo, el II Cuerpo estadounidense y el XIII Cuerpo británico prosiguieron el avance durante los 11 días siguientes. En el centro, a lo largo del camino principal a Bolonia, se hicieron pocos avances. En el ala derecha hubo mejores resultados, y el 20 de octubre la 88.ª División de Infantería estadounidense tomó Monte Grande, a tan sólo 6,5 km de la carretera 9, y tres días después la 78.ª División de Infantería británica asaltó Monte Spaduro. No obstante, los 6,5 km que faltaban por recorrer hasta la carretera 9 eran por un terreno difícil, y los alemanes recibieron como refuerzo a tres de las mejores divisiones alemanas en Italia, que Kesselring había podido retirar de la Romaña como consecuencia de haber acortado su frente: la 29.ª División de Granaderos Panzer, la 90.ª División de Granaderos Panzer y la 1.ª División Paracaidista. El 28 de octubre la ofensiva Aliada se había estancado, y el V Ejército estadounidense quedó condenado a pasar el invierno en las montañas en espera de la mejora del tiempo y de las condiciones del terreno.
El VIII Ejército británico, siguiendo la carretera 9 de Forlì, prosiguió su avance en la costa adriática y tomó Rávena el 5 de diciembre. A primeros de noviembre reemprendió el ataque en la carretera 9, cruzando el río Montone, poco más allá de Forlì, el 9 de noviembre. Sin embargo, el avance tropezó con una fuerte resistencia en el río Cosina, aproximadamente 5 km más allá en la misma carretera 9, río que sólo fue atravesado el 23 de noviembre. El 17 de diciembre el río Lamone había sido cruzado y se había limpiado de tropas alemanas la ciudad de Faenza. El X Ejército alemán estableció posiciones en las alturas del río Senio, el siguiente obstáculo que encontró la línea de avance del VIII Ejército poco más allá de Faenza camino del Adriático al norte de Rávena. Con la caída de las primeras nieves y el invierno firmemente asentado, cualquier tentativa de cruzar el río Senio era impracticable, y la campaña de 1944 del VIII Ejército se vio así finalizada.

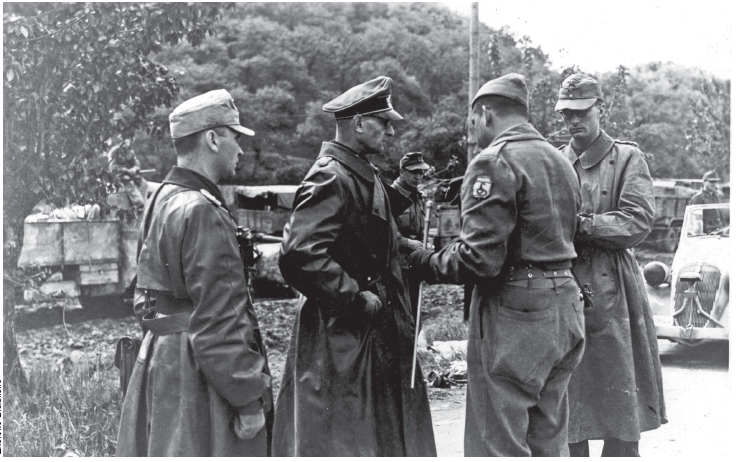
El General Otto Fretter-Pico en conversaciones con el mayor Franco Ferreira sobre la rendición de la 148ª División alemana a la FEB el 29 de abril de 1945.

A finales de diciembre, como colofón al final de la campaña y del año, los alemanes atacaron el ala izquierda del V Ejército estadounidense en el valle del río Serchio ante Lucca, con la finalidad de fijar allí a unidades que de otro modo podrían ser transferidas al frente central. La 8.ª División de Infantería india fue desplazada rápidamente a través de los Apeninos para reforzar a la 92.ª División de Infantería estadounidense. Cuando los indios llegaron, los alemanes se habían abierto camino, pero la acción decisiva llevada a cabo por los soldados indios del teniente general Dudley Russell paró su avance y la situación quedó estabilizada para el Año Nuevo.
En abril de 1945, en combates librados en Collecchio y Fornovo di Taro las tropas brasileñas de la FEB que estaban en esa región, tras los combates surgidos del fallido intento de romper el cerco por parte del enemigo, siguieron con la negociación y rendición de las tropas restantes de cuatro divisiones enemigas: dos alemanes (la 148a división de infantería comandada por el general Otto Fretter-Pico, y la 90a División Panzergrenadier) y dos fascistas italianos (la 1a división Bersaglieri Italia, comandada por general Mario Carloni, y la 4ª división de montaña "Monte Rosa"). Esto impidió que las unidades que (bajo el único refugio y mando de la 148ª) se retiraban de la región de La Spezia y Génova (que había sido liberada por la 92.ª división estadounidense) se unieran a las fuerzas italo-alemanas en Liguria.